# Snihurivka
Snihurivka (în ucraineană Снігурівка) este orașul raional de reședință al raionului Snihurivka din regiunea Mîkolaiiv, Ucraina. În afara localității principale, nu cuprinde și alte sate.

## Demografie
Componența lingvistică a orașului Snihurivka
     Ucraineană (84,65%)
     Rusă (14,45%)
     Alte limbi (0,65%)
Conform recensământului din 2001, majoritatea populației orașului Snihurivka era vorbitoare de ucraineană (84,65%), existând în minoritate și vorbitori de rusă (14,45%).

## Istoric
Imperiul Rus 1812–1917

 RSS Ucraineană 1920–1922

 Uniunea Sovietică 1922–1941

 Imperiul German (ocupația) 1941–1944

 Uniunea Sovietică 1944–1991

 Ucraina 1991–prezent 